# 336 до н. е.

## Події
- початок правління Александра Македонського.
- цар Вірменії Єрванд II

### Астрономічні явища
- 8 січня. Кільцеподібне сонячне затемнення.[1]
- 4 липня. Повне сонячне затемнення.[1]
- 28 грудня. Кільцеподібне  сонячне затемнення.[1]

## Померли
- Артаксеркс IV — цар Персії з династії Ахеменідів.
- Філіпп II Македонський — цар Македонії.